# Claudia Lüling
Claudia Lüling (geboren 1961) ist eine deutsche Architektin und Hochschullehrerin. Seit 2003 hat sie eine Professur an der Frankfurt University of Applied Sciences (Frankfurt UAS) inne. 2021 wurde ihr dort eine Innovationsprofessur übertragen. Sie forscht zu recyclierbaren, druck- und zugstabilen sowie dämmenden Leichtbauteilen für die Gebäudehülle, mit hohem Brandschutzverhalten und geringem Montageaufwand.

## Leben

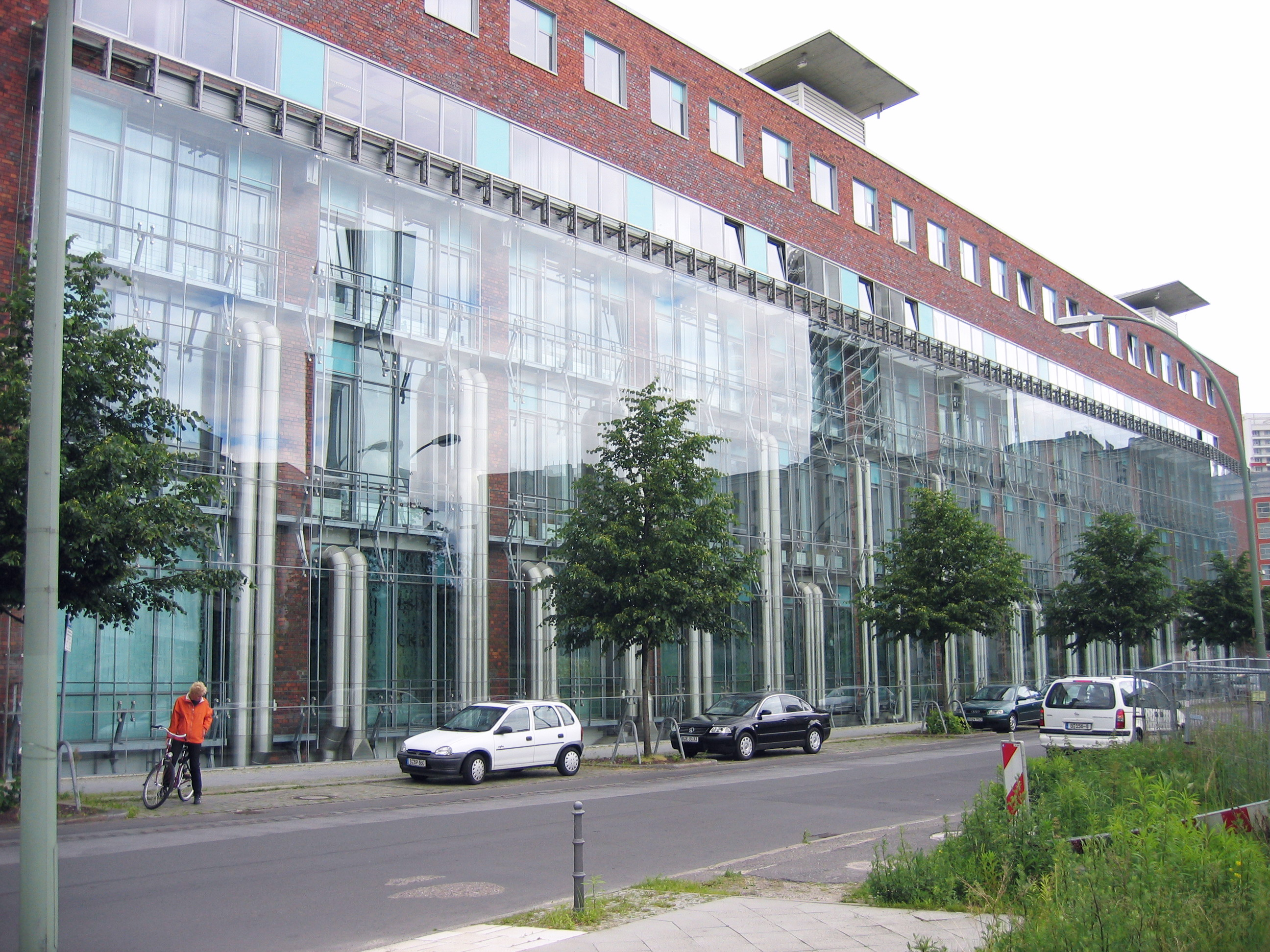
Bundesdruckerei, Neubau des Wertdruckgebäudes, Berlin

### Ausbildung und Berufseinstieg
Lüling studierte von 1981 bis 1989 Architektur an der Technischen Hochschule Darmstadt. Ab 1989 setzte sie das Architekturstudium am Southern California Institute of Architecture fort und beendete es 1991 mit einem Master of Architecture. Nebenher sammelte sie Berufserfahrung bei Morphosis Architects und Dagmar Richter Studio in Los Angeles.

### Architektin
Nach Abschluss des Studiums ging Lüling nach Deutschland zurück und übernahm im Architekturbüro Bayerer Hanson Heidenreich Schuster und Partner in Berlin von 1991 bis 1997 die Projektleitung für den Neubau des Wertdruckgebäudes der Bundesdruckerei Berlin.
2001 war sie Co-Gründerin des Architekturbüros Lüling Rau Architekten in Berlin. Für Umbau und Neugestaltung des Ostseeviertels-Parkseite in Greifswald Gedser Ring/Rigaer Straße erhielt das Architekturbüro 2007 den Deutschen Bauherrenpreis in der Kategorie „Modernisierung“.
2009 gründete Lüling mit Christiane Sauer das Architekturbüro Lüling Sauer Architekten.

### Forschung und Lehre
Von 1995 bis 2000 war Lüling wissenschaftliche Mitarbeiterin an der Technischen Universität Berlin. 2002/03 übernahm sie eine Vertretungsprofessur an der Universität der Künste Berlin.
Seit 2003 hat sie eine ordentliche Professur an der Frankfurt University of Applied Sciences (Frankfurt UAS). Ihre Forschungsschwerpunkte sind Textiler Leichtbau und Solares Bauen. Seit 2021 bekam sie eine Innovationsprofessur übertragen. Geplant ist in diesem Rahmen, den Forschungsschwerpunkt „Research Lab for Sustainable, Lightweight Building Technologies“ (ReSULT) mit einzelnen Projekten weiterzuentwickeln und zu etablieren. Lüling ist vom innovativen Nutzen technischer Textilien überzeugt. Sie forscht derzeit zu PET-Textilien und zu nicht brennbaren Textilien aus Basalt- und Glasfasern. Sie möchte damit ihren Beitrag leisten zu einer nachhaltigen, ressourcen- und kostensparenden Bauweise.

### Auszeichnungen
Claudia Lüling wurde 2019 zusammen mit Petra Rucker-Gramm und Agnes Weilandt für herausragende Leistungen im Bereich Lehre und Weiterbildung mit dem Innovationspreis des Förderverein der Frankfurt UAS geehrt für ihr Lehrprojekt „Leichtbau“. Die Jury hob die interdisziplinäre Zusammenarbeit der Fachgebiete Bauingenieurwesen und Architektur hervor sowie die experimentell angelegte, anwendungsbezogene Kombination aus Lehre und Forschung.
Ihr Projekt ge3TEX wurde 2021 von der Deutschen Gesellschaft für Nachhaltiges Bauen (DGNB) im Rahmen der Sustainability Challenge für den Preis in der Kategorie „Forschung“ nominiert. In dem Projekt „Gewebt, gewirkt, geschäumt - 3D Textilien für die Gebäudehülle“ (ge3TEX) wurden kreislauffähige Verbundmaterialien aus Textilien und Schäumen gleicher Werkstoffgruppen, Herstellungsprozesse und erste nachhaltige, sortenreine Bauteile für die Gebäudehülle aus 3D Textilien und geschäumten Werkstoffen entwickelt. Das Projekt war eine Zusammenarbeit der Frankfurt UAS mit der TU Darmstadt, den Deutschen Instituten für Textil- und Faserforschung (DITF) und diversen Industriepartnern.

### IBA'27
Im Rahmen des Symposiums heute!bauen stellte Lüling ihre Forschungsergebnisse zum Thema Leichtbau und deren Bedeutung für kreislaufgerechtes Bauen und die Verminderung des CO2-Fußabdrucks beim Bauen vor.

## Veröffentlichungen

### Artikel
- Building with fabrics and foams. In: Technologieland Hessen. Nr. 5, 2018, S. 56–57.
- Textiles Bauen: Gewebt, gewirkt, geschäumt. In: deutsche bauzeitung db. Nr. 4, 2019 (db-bauzeitung.de).
- Technical Textiles : Bewegung in das Thema Beschattung bringen. In: Kettenwirk-Praxis. Nr. 3, 2019, ISSN 0047-3405, S. 20–22.
- mit Bettina Sigmund: Faserwerkstoffe mit neuer Textur, Form und Funktion. In: Detail: Zeitschrift für Architektur + Baudetail. Nr. 4, 2019, ISSN 0011-9571, S. 16–18.
- 4dTEX: exploration of movement mechanisms for 3D-textiles used as solar shading devices. In: Powerskin Conference. 2019, ISBN 978-94-6366-125-6, S. 159–172.
- mit Timo Carl: Fuzzy 3D Fabrics & Precise 3D Printing: Combining research with design-build Investigations. In: Co-creating the Future: Inclusion in and through Design. Proceedings of the 40th Conference on Education and Research in Computer Aided Architectural Design in Europe. Band 1. Gent 2022, ISBN 978-94-91207-32-7, S. 67–76.
- mit Petra Rucker-Gramm, Agnes Weilandt, Johanna Beuscher, Dominik Nagel, Jens Schneider, Andreas Maier, Hans-Jürgen Bauder, Timo Weimer: Advanced 3D Textile Applications for the Building Envelope. In: Applied Composite Materials. Nr. 29, 2022, ISSN 0929-189X, S. 343–356.
- mit Sascha Biehl, Roxana Tennert, Marina Chernychova, Gözdem Dittel, Thomas Gries: 6dTEX – Sustainable Composite Structures from 3D Print on 3D Textile. Konferenzband des Symposiums in Nantes 2023. In: Evi Corne, Marijke Mollaert, Carol Monticelli, Bernd Stimpfle, Jean-Christophe Thomas (Hrsg.): Proceedings of the Tensinet Symposium. 2023, ISBN 978-94-6478-731-3, S. 454–466.

### Herausgeberin folgender Bücher
- Claudia Lüling (Hrsg.): Architektur unter Strom. Photovoltaik gestalten. Institut für Städtebau und Architektur an der Technischen Universität Berlin, 2000, ISBN 978-3-7983-1829-8 (deutsch, englisch).
- Claudia Lüling (Hrsg.): Energizing architecture. Design und photovoltaics. Jovis, Berlin 2009, ISBN 978-3-939633-71-6 (deutsch, englisch).

### Autorin folgender Bücher
- mit Iva Richter: 3dTEX - textiles Leichtwandelement. Fraunhofer IRB Verlag, Stuttgart 2018, ISBN 978-3-7388-0097-5.
- TechTex Innovation Guide: Kompetenzatlas Faserbasierte Werkstoffe. In: TechTex Innovation Guide - Kompetenzatlas Faserbasierte Werkstoffe. Nr. 5, 2019, S. 184–185.
- mit Hans-Jürgen Bauder, Johanna Beuscher, Andreas Maier, Dominik Nagel, Petra Rucker-Gramm, Jens Schneider, Agnes Weilandt, Timo Weimer: Textiler Leichtbau. Gewebt, gewirkt, geschäumt: 3D Textilien für die Gebäudehülle (ge3TEX). In: Bundesinstitut für Bau-, Stadt- und Raumforschung im Bundesamt für Bauwesen und Raumordnung (Hrsg.): BBSR-Online-Publikation. Nr. 18, 2021, ISSN 1868-0097.